# Ben Geller
Ben Geller-Willick-Bunch este un personaj fictiv din serialul Friends, creat de David Crane și Marta Kauffman. Este interpretat mai întâi de frații Charles Thomas Allen și Tom Christoper Allen, apoi de Cole Sprouse. 
Ben este fiul lui Ross din prima sa căsătorie, cu Carol Willick. Este născut în 1995 și locuiește cu Carol și partenera ei lesbiană, Susan Bunch. Părinții lui s-au despărțit înainte ca el să se nască. Are o soră de tată, Emma.